# Joachim Tettenborn
Joachim Tettenborn (* 26. November 1918 in Ottendorf, Thüringen; † 18. August 2008 in Ingelheim am Rhein) war ein deutscher Dramaturg und Autor.

## Leben
Tettenborn besuchte ein Gymnasium in Jena, wurde dann Soldat und 1942 verwundet. Nach dem Ende des Zweiten Weltkriegs begann er ein Studium der Germanistik, Philosophie, Theaterwissenschaft an den Universitäten Jena und Wien und promovierte dort zum Dr. phil. In Weimar besuchte er die Schauspielschule.
Von 1945 bis 1948 arbeitete er als Chefdramaturg, Spielleiter und Schauspieler am Stadttheater Jena. In gleicher Position war er von 1948 bis 1950 an der Bühne Erfurt tätig. Nach seiner Flucht nach West-Berlin war er dort Dramaturg an der Tribüne und ging 1952 für zehn Jahre als Dramaturg an das Berliner Schillertheater. Anschließend war er als Stellvertretender Chefdramaturg und später als Redaktionsleiter der Hauptabteilung „Fernsehspiel und Film“ beim ZDF tätig. Ab 1980 arbeitete er als freier Schriftsteller.

## Werke

### Bühnenwerke
- 1951  „Perspektiven“, Uraufführung Tribüne Berlin
- 1955 „- und will sie durchs Feuer führen“, Einakter, Hebbel-Theater Berlin
- 1957 „Das große Verhör“, Uraufführung Theater Iserlohn
- 1981 „Der Mann auf dem Sockel“, Uraufführung Städtische Bühnen Mainz
- 1981 „Tilmann Riemenschneider“, Festspiel zum 450. Todestag von Tilman Riemenschneider; Uraufführung Festung Marienberg in Würzburg
- 1990 „Die Dornenkrone hab ich mir geflochten“, Schauspiel, Uraufführung Ernst-Deutsch-Theater Hamburg
- 1998 „Klaas Störtebeker - Eine Piratenrevue“, Musical, Husumer Theaterhafen

### Romane
- Nur ein einziger Tag. Verlag Fritz Molden, Wien, München, Zürich, 1972, ISBN 3-217-00412-4
- Die Anstalt bedauert. Verlag Fritz Molden, Wien, 1977, als Taschenbuch unter dem Titel Das Fernsehen bedauert. Herbig Verlag, München, 1982, ISBN 3-453-01449-9
- Korruption. Verlag Hoffmann & Campe, Hamburg, 1993, ISBN 3-455-07726-9
- Die schier unglaublichen Erlebnisse des Soldaten EWIG Fersing. Tetens Verlag, Husum, 2000, ISBN 3-924989-10-9

### Erzählungen
- Und es begab sich zu dieser Zeit. Herbig Verlag, München, 1986, ISBN 3-7766-1437-4
- Westerhever Balladen. Tetens Verlag, Husum, 1987, ISBN 3-924989-02-8
- Unser Dach ist der Himmel. Tetens Verlag, Husum, 1992, ISBN 3-924989-06-0
- Splitter. Tetens Verlag, Husum, 1995, ISBN 3-924989-08-7
- Weinquartett. Tetens Verlag, Husum, 1999, ISBN 3-924989-09-5
- Verspiegelt. Tetens Verlag, Husum, 2003, ISBN 3-924989-13-3
- Die Schaukel. Tetens Verlag, Husum, 2006, ISBN 978-3-924989-14-9

### Lyrik
- Fischgedichte. Tetens Verlag, Husum, 1989, ISBN 3-924989-03-6
- Wer die Feder kennt – kann fliegen. Tetens Verlag, Husum, 2003, ISBN 3-924989-11-7

### Hörspiele
- Übermorgen Regen
- Der schwarze Schwan
- Gedanken im Kreise